# Viola utchinensis
Viola utchinensis — вид квіткових рослин з родини фіалкових. Це багаторічна рослина є ендеміком острова Окінава на островах Рюкю, Японія. Він відомий лише з одного місця в середній частині острова Окінава.

## Середовище проживання
Росте в тріщинах або поглибленнях піднятого коралового рифу на прибережній скелі, де на неї потрапляє пряме сонячне світло. 

## Біоморфологічна характеристика
Цвіте з лютого по квітень.

## Використання
Вид збирають з дикої природи для вирощування як декоративний.

## Загрози й охорона
Поширення виду було дуже обмеженим через те, що він надає перевагу певному вапняковому середовищу існування. Головною загрозою зараз є незаконний збір для вирощування.
З 1998 року Viola utchinensis занесена до Червоного списку Японії як така, що перебуває під загрозою зникнення. Фіалка є одним із визначених видів у спеціальних зонах квазінаціонального парку Окінава Кайган, її збір заборонено.